# Втора армейска област
Втора армейска област е военна област на България формирана през 1906 г. със задача да се грижи за обучението, възпитанието и снабдяването на войсковите части разположение на територията на областта.

## История
Втора армейска област е формирана под името Втора военноинспекционна област съгласно указ № 148 от 27 декември 1906 г., като на нея са подчинени 2-ра, 3-та и 8-а дивизионна област, съответно 2-ра пехотна тракийскадивизия, 3-та пехотна балканска дивизия, 8-а пехотна тунджанска дивизия и всички други части на територията на областта. Създадена е със задача да се грижи за обучението, възпитанието и снабдяването на войсковите части, намиращи се на територията на областта, на основание приетия през 1903 – 1904 г. Закон за Въоръжените сили и изграждането на армията. На областта се подчиняват началниците на дивизионните области, началниците на дивизиите и всички части от разните видове войски, които квартируват на територията на областта. През войните областта формира 2-ра армия. Щабът на областта е в Стара Загора. От януари 1909 г. щабът е преместен в Пловдив.

## Наименования
През годините областта носи различни имена според претърпените реорганизации:
- Втора военноинспекционна област (1906 – 1918)
- Втора военна инспекция (1918 – 1938)
- Втора армейска област (1938 – 1939)

## Началници
Званията са към датата на заемане на длъжността.
| №  | звание            | име                | дати                                 |
| -- | ----------------- | ------------------ | ------------------------------------ |
| 1. | Генерал-лейтенант | Никола Иванов      | 31 декември 1906 – 17 септември 1912 |
| 2. | Генерал-лейтенант | Георги Тодоров     | 1913 – 1914                          |
| 3. | Полковник         | Стефан Богданов    | 1914 – 1915                          |
| 4. | Генерал-майор     | Христо Бурмов      | 1 ноември 1918 – 1919                |
| 5. | Генерал-майор     | Владимир Вазов     | 1919 – август 1919?                  |
|    | Генерал-майор     | Александър Давидов |                                      |
|    | Генерал-майор     | Никола Бакърджиев  | 4 юли 1923 – 26 май 1926             |
|    | Генерал-майор     | Марин Куцаров      | 1928 – 1930                          |
|    | Генерал-майор     | Иван Бангеев       | 1930 – 1932                          |
|    | Генерал-майор     | Анастас Ватев      | 1932 – 1934                          |
|    | Генерал-майор     | Тодор Георгиев     | 1934                                 |
|    | Генерал-майор     | Тодор Радев        | 1934 – 1935                          |
|    | Генерал-майор     | Иван Тодоров       | 1935                                 |
|    | Генерал-майор     | Георги Марков      | 1936 – 1941                          |

Други началници: Стефан Тошев (след демобилизацията от 1913)